# Vladimír Delong
Vladimír Delong (5. července 1925 Petřvald – 25. ledna 1993 Praha) byl český právník a vysokoškolský pedagog zabývající se správním právem, který v letech 1973–1980 vedl jako děkan Právnickou fakultu Univerzity Karlovy. Narodil se do rodiny krejčího. Studoval na osmiletém reálném gymnáziu v Orlové, kde odmaturoval až roku 1945, neboť v letech 1944–1945 byl totálně nasazen v dole Pokrok u Petřvaldu, a později jako pomocný dělník v Orlové. Po maturitě krátce vyučoval v Ústavu moderních řečí. Roku 1945 nastoupil na Právnickou fakultu Univerzity Karlovy. Roku 1947 se stal členem KSČ. Po vystudování právnické fakulty nastoupil na její katedru správního práva, kterou od roku 1970 vedl. Pracoval také v Ústavu státní správy. Roku 1970 se habilitoval v oboru správního práva, později byl jmenován profesorem. Je autorem učebnice Československé socialistické správní právo (1976).